# Ski nautique et wakeboard aux Jeux mondiaux de 2022
Navigation
Wrocław 2017 Chengdu 2025
Les épreuves de course d'orientation des Jeux mondiaux de 2022 ont lieu du 14 juillet au 16 juillet 2022 à Birmingham sur le lac du parc national d'Oak Mountain (en).

## Organisation

### Ski nautique
En ski nautique, il y a trois disciplines (slalom, figures et sauts) avec 11 hommes et 7 femmes par discipline pour un total de 54 athlètes maximum.
Le meilleur skieur de chaque pays est sélectionné à partir de la liste de classement mondial de l'IWWF avec un skieur maximum par pays et par discipline. Comme il est probable qu'il y ait des skieurs sélectionnés dans plus d'une discipline, la fédération propose des skieurs supplémentaires pour arriver à 54 skieurs en essayant de garantir la présence d'au moins un compétiteur par continent.
La liste des sélectionnés est annoncée en décembre 2021 selon le classement établi au 31 novembre :
| Ordre | Skieur                | Discipline    |
| ----- | --------------------- | ------------- |
| 1     | Tobias Giorgis        | Slalom        |
| 2     | Nicholas Adams        | Slalom        |
| 3     | Joshua Briant         | Figures       |
| 4     | Jacinta Carroll       | Saut          |
| 6     | Claudio Kostenberger  | Saut          |
| 7     | Olivier Fortamps      | Figures       |
| 8     | Stepan Shpak          | Saut          |
| 10    | Aliaksei Zharnasek    | Figures       |
| 11    | Jaimee Bull           | Slalom        |
| 13    | Dorien Llewellyn      | Saut, figures |
| 14    | Cole Mccormick        | Slalom        |
| 17    | Martin Labra          | Figures       |
| 18    | Felipe Miranda        | Saut          |
| 19    | Junjie Zhong          | Figures       |
| 22    | Martin Kolman         | Figures       |
| 23    | Adam Sedlmajer        | Saut, slalom  |
| 24    | Robert Pigozzi        | Slalom        |
| 27    | Sacha Descuns         | Slalom        |
| 28    | Louis Duplan-fribourg | Saut, figures |
| 30    | Joel Poland           | Saut, figures |
| 31    | Frederick Winter      | Slalom        |
| 33    | Bojan Schipner        | Saut          |
| 34    | Filippos Kyprios      | Slalom        |
| 36    | Thomas Degasperi      | Slalom        |
| 38    | Ji-Min Jeong          | Saut          |
| 39    | Kamil Belmrah         | Slalom        |
| 41    | Patricio Font         | Figures       |
| 44    | Felipe Franco         | Figures       |
| 45    | Travis Fisher         | Slalom        |
| 46    | Igor Morozov          | Saut          |
| 47    | Benjamin Stadlbaur    | Slalom        |
| 48    | Jakob Bogne           | Slalom        |
| 49    | Danylo Filchenko      | Saut, figures |
| 52    | Freddy Krueger        | Saut          |
| 53    | Adam Pickos           | Figures       |
| 54    | Nate Smith            | slalom        |

| Ordre | Skieuse               | Discipline    |
| ----- | --------------------- | ------------- |
| 5     | Vennesa Vieke         | Slalom        |
| 9     | Hanna Straltsova      | Saut, figures |
| 12    | Taryn Grant           | Saut          |
| 15    | Neilly Ross           | Figures       |
| 16    | Valentina Gonzalez    | Saut, figures |
| 20    | Luisa Jaramillo e.    | Slalom        |
| 21    | Daniela Verswyvel     | Figures       |
| 25    | Sandra Botas medem    | Slalom        |
| 26    | Manon Costard         | Slalom        |
| 29    | Laura Phily           | Figures       |
| 32    | Giannina Bonnemann    | Saut, figures |
| 35    | Marie Vympranietsova  | Saut          |
| 37    | Saaya Hirosawa        | Saut          |
| 40    | Aaliyah Yoong hanifah | Figures       |
| 42    | Natascha Rottcher     | Slalom        |
| 43    | Jaime Metcalfe        | Slalom        |
| 50    | Anna Gay              | Figures       |
| 51    | Regina Jaquess        | Saut, slalom  |

### Wakeboard
En wakeboard, les places de sélection sont attribuées aux pays ayant obtenu les meilleurs résultats globaux par équipe aux Championnats du monde de wakeboard IWWF 2019 ; une fédération nationale n'est autorisée à inscrire qu'un maximum de trois concurrents et celles qui se voient attribuer plus d'une place doivent inscrire au moins un homme et une femme.
Deux quotas (homme et femme) sont mis à la disposition du pays hôte mais les athlètes doivent être approuvés par l'IWWF ; deux autres invitations seront données par la fédération internationale.
| Ordre           | Pays             | Nombre de riders autorisés | Riders                   | Rideuses                         |
| --------------- | ---------------- | -------------------------- | ------------------------ | -------------------------------- |
| 1               | Australie        | 3                          | Nic Rapa, Tony Iacconi   | Mackenzie Mccarthy               |
| 2               | Japon            | 2                          | Shota Tezuka             | Hinata Yoshihara                 |
| 3               | Italie           | 2                          | Massi Piffaretti         | Alice Virag                      |
| 4               | États-Unis       | 1                          | Jack Pellot              | Tarah Mikacich, Taylor McCullogh |
| 5               | France           | 1                          | Maxime Roux              |                                  |
| 6               | Brésil           | 1                          | Henrique Daibert         |                                  |
| 7               | Mexique          | 1                          | Pablo Monroy             |                                  |
| 8               | Allemagne        | 1                          | Wanley Fendrich          | Ariana Eimer                     |
| 9               | Royaume-Uni      | 1                          | Luca Kidd                |                                  |
| 10              | Hong Kong        | 1                          |                          |                                  |
| 11              | Nouvelle-Zélande | 1                          |                          | Morgan Haakma                    |
| 12              | Irlande          | 1                          |                          | Nicole Carroll                   |
| 13              | Argentine        | 1                          |                          | Eugenia de Armas                 |
| 14              | Russie           | 1                          |                          |                                  |
| 15              | Suisse           | 1                          | Jamie Huser              |                                  |
| 16              | Chine            | 1                          |                          | Xu Lu                            |
| 17              | Pays-Bas         | 1                          |                          | Sanne Meijer                     |
| 18              | Thaïlande        | 1                          | Padiwat Jaeman           |                                  |
| 19              | Belgique         | 1                          |                          |                                  |
| 20              | Lettonie         | 1                          | Roberts Linavskis        |                                  |
| 21              | Colombie         | 1                          | Felipe Lardon de Guevara |                                  |
| 22              | Israël           | 1                          | Guy Firer                |                                  |
| Pays de réserve |                  |                            |                          |                                  |
| -               | Espagne          | -                          | Martin Druille           |                                  |
| -               | Taipei chinois   | -                          | Yang Yu-Ye               |                                  |
| Invitations     |                  |                            |                          |                                  |
| -               | Ukraine          | -                          |                          | Varvara Dolinina                 |
| -               | Suède            | -                          |                          | Caroline Djupsjo                 |

## Résultats
Légende :
- R : repêchage
- Q : qualifié pour la demi-finale
- QF : qualifié pour la finale

### Hommes

#### Saut
| Rang | Skieur               | 1er saut | 2e saut | 3e saut | Résultat | Remarque |
| ---- | -------------------- | -------- | ------- | ------- | -------- | -------- |
| 1    | Taylor Garcia        | 61,2     | 62,7    | -       | 62,7     | QF       |
| 2    | Danylo Filchenko     | 60,1     | 61,4    | -       | 61,4     | QF       |
| 3    | Emile Ritter         | 58,9     | 59,8    | 60,8    | 60,8     | QF       |
| 4    | Tobías Giorgis       | 56,9     | 55,6    | 60,6    | 60,6     | QF       |
| 5    | Edoardo Marenzi      | 52,2     | 57,5    | 53,5    | 57,5     | QF       |
| 6    | Claudio Köstenberger | 52,1     | 56,9    | 51,2    | 56,9     |          |
| 7    | Jeong Ji-min         | 53,6     | 53,2    | Chute   | 53,6     |          |
| 8    | Alvaro Noguera       | 49,9     | 51,9    | 51,0    | 51,9     |          |
| 9    | Luke Outram          | Chute    | 47,6    | -       | 47,6     |          |
| -    | Martin Kolman        | Forfait  | Forfait | Forfait | Forfait  | Forfait  |

| Rang               | Skieur           | 1er saut | 2e saut | 3e saut | Résultat |
| ------------------ | ---------------- | -------- | ------- | ------- | -------- |
| Médaille d'or      | Danylo Filchenko | 62,9     | 61,3    | 64,9    | 64,9     |
| Médaille d'argent  | Taylor Garcia    | 63,8     | 63,9    | 63,6    | 63,9     |
| Médaille de bronze | Tobías Giorgis   | 59,3     | 62,1    | 61,0    | 62,1     |
| 4                  | Emile Ritter     | 60,4     | 58,2    | 58,3    | 60,4     |
| 5                  | Edoardo Marenzi  | 55,8     | 59,9    | 59,5    | 59,9     |

#### Slalom
| Rang | Skieur             | Résultat         | Résultat       | Résultat  | Remarque |
| Rang | Skieur             | Nombre de bouées | Vitesse (km/h) | Corde (m) | Remarque |
| ---- | ------------------ | ---------------- | -------------- | --------- | -------- |
| 1    | Cole McCormick     | 4,00             | 58             | 10,75     | QF       |
| 2    | Nate Smith         | 3,00             | 58             | 10,75     | QF       |
| 3    | Rob Hazelwood      | 5,00             | 58             | 11,25     | QF       |
| 4    | Robert Pigozzi     | 4,00             | 58             | 11,25     | QF       |
| 5    | Brando Caruso      | 3,50             | 58             | 11,25     | QF       |
| 6    | Martin Bartalsky   | 2,00             | 58             | 11,25     | QF       |
| 7    | Nick Adams         | 3,00             | 58             | 12,00     | QF       |
| 8    | Travis Fisher      | 2,00             | 58             | 12,00     | QF       |
| 9    | Alvaro Lamadrid    | 5,00             | 58             | 13,00     |          |
| 10   | Federico Jaramillo | 5,00             | 55             | 18,25     |          |
| 10   | Daniel Odvarko     | 5,00             | 55             | 18,25     |          |
| -    | Beny Stadlbaur     | Forfait          | Forfait        | Forfait   | Forfait  |
| -    | Filippos Kyprios   | Forfait          | Forfait        | Forfait   | Forfait  |
| -    | Kamil Belmrah      | Forfait          | Forfait        | Forfait   | Forfait  |

| Rang               | Skieur           | Résultat         | Résultat       | Résultat  |
| Rang               | Skieur           | Nombre de bouées | Vitesse (km/h) | Corde (m) |
| ------------------ | ---------------- | ---------------- | -------------- | --------- |
| Médaille d'or      | Nate Smith       | 5,00             | 58             | 10,75     |
| Médaille d'argent  | Brando Caruso    | 1,50             | 58             | 10,75     |
| Médaille de bronze | Cole McCormick   | 4,50             | 58             | 11,25     |
| 4                  | Nick Adams       | 4,00             | 58             | 11,25     |
| 5                  | Martin Bartalsky | 3,00             | 58             | 11,25     |
| 6                  | Rob Hazelwood    | 2,50             | 58             | 11,25     |
| 7                  | Robert Pigozzi   | 1,50             | 58             | 11,25     |
| 8                  | Travis Fisher    | 3,00             | 58             | 12,00     |

#### Figures
| Rang | Skieur           | Premier passage | Second passage | Total  | Remarque |
| ---- | ---------------- | --------------- | -------------- | ------ | -------- |
| 1    | Danilo Filchenko | 6 220           | 4 920          | 11 140 | QF       |
| 2    | Adam Pickos      | 4 970           | 6 070          | 11 040 | QF       |
| 3    | Martin Labra     | 5 050           | 5 400          | 10 450 | QF       |
| 4    | Martin Kolman    | 3 810           | 6 520          | 10 330 | QF       |
| 5    | Olivier Fortamps | 6 020           | 3 790          | 9 810  | QF       |
| 6    | Pierre Ballon    | 3 940           | 5 810          | 9 750  | QF       |
| 7    | Joshua Briant    | 3 960           | 5 520          | 9 480  |          |
| 8    | Tobías Giorgis   | 2 510           | 5 460          | 7 970  |          |
| 9    | Tue Nielsen      | 2 780           | 4 960          | 7 740  |          |
| 10   | Pato Font        | 5 030           | 1 690          | 6 720  |          |
| 11   | Nicholas Benatti | 4 240           | 2 460          | 6 700  |          |

| Rang               | Skieur           | Premier passage | Second passage | Total  |
| ------------------ | ---------------- | --------------- | -------------- | ------ |
| Médaille d'or      | Adam Pickos      | 4 970           | 6 320          | 11 290 |
| Médaille d'argent  | Danilo Filchenko | 6 220           | 4 920          | 11 140 |
| Médaille de bronze | Pierre Ballon    | 4 800           | 5 960          | 10 760 |
| 4                  | Martin Kolman    | 4 160           | 6 070          | 10 230 |
| 5                  | Olivier Fortamps | 5 620           | 3 790          | 9 410  |
| 6                  | Martin Labra     | 1 560           | 5 670          | 7 230  |

#### Wakeboard
| Série | Rang | Wakeboardeur      | Exécution | Intensité | Composition | Total | Remarque |
| ----- | ---- | ----------------- | --------- | --------- | ----------- | ----- | -------- |
| 1     | 1    | Stefano Comollo   | 27,42     | 27,28     | 27,53       | 82,22 | Q        |
| 1     | 2    | Maxime Roux       | 24,20     | 24,05     | 22,76       | 71,00 | Q        |
| 1     | 3    | Jake Pelot        | 22,76     | 22,04     | 19,98       | 64,78 | Q        |
| 1     | 4    | Padiwat Jaemjan   | 13,32     | 13,36     | 13,21       | 39,89 | R        |
| 1     | 5    | Roberts Linavskis | 5,00      | 5,01      | 5,00        | 15,00 | R        |
| 2     | 1    | Shota Tezuka      | 26,86     | 26,94     | 26,86       | 80,67 | Q        |
| 2     | 2    | Guy Firer         | 24,53     | 24,83     | 23,87       | 73,22 | Q        |
| 2     | 3    | Wanley Fendrich   | 17,98     | 17,59     | 17,09       | 52,67 | Q        |
| 2     | 4    | Falipe Ladron     | 4,77      | 5,23      | 5,00        | 15,00 | R        |
| 2     | 5    | Henrique Daibert  | 3,77      | 4,12      | 4,00        | 11,89 | R        |
| 3     | 1    | Nic Rapa          | 26,86     | 27,28     | 26,20       | 80,33 | Q        |
| 3     | 2    | Luca Kidd         | 20,87     | 21,82     | 20,87       | 63,56 | Q        |
| 3     | 3    | Pablo Monroy      | 19,65     | 20,15     | 19,98       | 59,78 | Q        |
| 3     | 4    | Yang Yu-yeh       | 13,54     | 14,47     | 14,76       | 42,78 | R        |
| 3     | 5    | Martin Druille    | 13,65     | 13,58     | 13,54       | 40,78 | R        |

| Rang | Wakeboardeur      | Exécution | Intensité | Composition | Total | Remarque |
| ---- | ----------------- | --------- | --------- | ----------- | ----- | -------- |
| 1    | Yang Yu-yeh       | 18,76     | 18,59     | 18,32       | 55,67 | Q        |
| 2    | Henrique Daibert  | 15,76     | 16,03     | 14,76       | 46,56 |          |
| 3    | Falipe Ladron     | 14,87     | 15,14     | 14,76       | 44,78 |          |
| 4    | Martin Druille    | 14,32     | 14,36     | 14,32       | 43,00 |          |
| 5    | Roberts Linavskis | 13,21     | 13,14     | 12,77       | 39,11 |          |
| 6    | Padiwat Jaemjan   | 10,66     | 10,80     | 10,55       | 32,00 |          |

| Série | Rang | Wakeboardeur    | Exécution | Intensité | Composition | Total | Remarque |
| ----- | ---- | --------------- | --------- | --------- | ----------- | ----- | -------- |
| 1     | 1    | Maxime Roux     | 22,53     | 23,05     | 22,64       | 68,22 | Q        |
| 1     | 2    | Shota Tezuka    | 21,31     | 21,82     | 21,09       | 64,22 | Q        |
| 1     | 3    | Luca Kidd       | 20,87     | 20,93     | 20,09       | 61,89 | Q        |
| 1     | 4    | Wanley Fendrich | 16,54     | 16,48     | 15,65       | 48,67 |          |
| 1     | 5    | Yang Yu-yeh     | 10,43     | 11,24     | 10,21       | 31,39 |          |
| 2     | 1    | Nic Rapa        | 26,53     | 26,72     | 26,64       | 79,89 | Q        |
| 2     | 2    | Stefano Comollo | 21,76     | 21,15     | 20,65       | 63,56 | Q        |
| 2     | 3    | Guy Firer       | 19,65     | 20,37     | 19,54       | 59,56 | Q        |
| 2     | 4    | Pablo Monroy    | 18,09     | 18,59     | 17,98       | 54,67 |          |
| 2     | 5    | Jake Pelot      | 12,54     | 13,36     | 11,77       | 37,67 |          |

| Rang               | Wakeboardeur    | Exécution | Intensité | Composition | Total |
| ------------------ | --------------- | --------- | --------- | ----------- | ----- |
| Médaille d'or      | Nic Rapa        | 31,97     | 31,95     | 31,30       | 95,22 |
| Médaille d'argent  | Stefano Comollo | 28,64     | 28,17     | 28,08       | 84,89 |
| Médaille de bronze | Maxime Roux     | 29,19     | 28,28     | 27,08       | 84,56 |
| 4                  | Guy Firer       | 27,64     | 27,94     | 27,64       | 83,22 |
| 5                  | Luca Kidd       | 23,87     | 24,05     | 22,31       | 70,22 |
| 6                  | Shota Tezuka    | 10,77     | 10,80     | 10,55       | 32,11 |

### Femmes

#### Saut
| Rang | Skieuse                | 1er saut | 2e saut | 3e saut | Résultat | Remarque |
| ---- | ---------------------- | -------- | ------- | ------- | -------- | -------- |
| 1    | Lauren Morgan          | 49,8     | -       | -       | 49,8     | QF       |
| 2    | Taryn Grant            | 44,9     | 45,4    | 47,7    | 47,7     | QF       |
| 3    | Valentina González     | 43,5     | 43,6    | 43,1    | 43,6     | QF       |
| 4    | Aaliyah Yoong Hanifah  | 35,0     | 39,6    | 41,9    | 41,9     | QF       |
| 5    | Stanislava Prosvietova | -        | Chute   | 37,0    | 37,0     | QF       |
| 6    | Alice Bagnoli          | 33,6     | -       | 34,2    | 34,2     |          |

| Rang               | Skieuse                | 1er saut | 2e saut | 3e saut | Résultat |
| ------------------ | ---------------------- | -------- | ------- | ------- | -------- |
| Médaille d'or      | Lauren Morgan          | 49,1     | 52,7    | -       | 52,7     |
| Médaille d'argent  | Taryn Grant            | 50,1     | 49,5    | 38,4    | 50,1     |
| Médaille de bronze | Valentina González     | 44,2     | 46,6    | -       | 46,6     |
| 4                  | Stanislava Prosvietova | 40,5     | 41,6    | 43,0    | 43,0     |
| 5                  | Aaliyah Yoong Hanifah  | 37,0     | 40,5    | 41,6    | 41,6     |

#### Slalom
| Rang | Skieuse           | Résultat         | Résultat       | Résultat  | Remarque |
| Rang | Skieuse           | Nombre de bouées | Vitesse (km/h) | Corde (m) | Remarque |
| ---- | ----------------- | ---------------- | -------------- | --------- | -------- |
| 1    | Regina Jaquess    | 1,00             | 55             | 10,75     | QF       |
| 2    | Jaimee Bull       | 4,00             | 55             | 11,25     | QF       |
| 3    | Luisa Jaramillo   | 5,00             | 55             | 12,00     | QF       |
| 4    | Geena Krüger      | 5,00             | 55             | 12,00     | QF       |
| 5    | Alice Bagnoli     | 4,00             | 55             | 12,00     | QF       |
| 6    | Natascha Rottcher | 4,00             | 55             | 14,25     |          |

| Rang               | Skieuse         | Résultat         | Résultat       | Résultat  |
| Rang               | Skieuse         | Nombre de bouées | Vitesse (km/h) | Corde (m) |
| ------------------ | --------------- | ---------------- | -------------- | --------- |
| Médaille d'or      | Regina Jaquess  | 6,00             | 55             | 11,25     |
| Médaille d'argent  | Jaimee Bull     | 3,00             | 55             | 11,25     |
| Médaille de bronze | Geena Krüger    | 2,00             | 55             | 11,25     |
| 4                  | Luisa Jaramillo | 1,00             | 55             | 11,25     |
| 5                  | Alice Bagnoli   | 3,50             | 55             | 13,00     |

#### Figures
| Rang | Skieuse               | Premier passage | Second passage | Total | Remarque |
| ---- | --------------------- | --------------- | -------------- | ----- | -------- |
| 1    | Neilly Ross           | 4 210           | 5 540          | 9 750 | QF       |
| 2    | Anna Gay              | 4 060           | 5 130          | 9 190 | QF       |
| 3    | Daniela Verswyvel     | 4 460           | 2 640          | 7 100 | QF       |
| 4    | Aaliyah Yoong Hanifah | 2 920           | 3 780          | 6 700 | QF       |
| 5    | Tayla Simmonds        | 3 230           | 3 410          | 6 640 | QF       |
| 6    | Alice Bagnoli         | 2 970           | 2 580          | 5 550 |          |
| 7    | Valentina González    | 2 460           | 3 040          | 5 500 |          |

| Rang               | Skieuse               | Premier passage | Second passage | Total |
| ------------------ | --------------------- | --------------- | -------------- | ----- |
| Médaille d'or      | Neilly Ross           | 4 060           | 5 630          | 9 690 |
| Médaille d'argent  | Anna Gay              | 4 060           | 5 130          | 9 190 |
| Médaille de bronze | Aaliyah Yoong Hanifah | 3 560           | 4 400          | 7 960 |
| 4                  | Daniela Verswyvel     | 4 370           | 2 010          | 6 380 |
| 5                  | Tayla Simmonds        | 3 230           | 3 130          | 6 360 |

#### Wakeboard
| Série | Rang | Wakeboardeuse      | Exécution | Intensité | Composition | Total | Remarque |
| ----- | ---- | ------------------ | --------- | --------- | ----------- | ----- | -------- |
| 1     | 1    | Hinata Yoshihara   | 20,76     | 20,60     | 18,43       | 59,78 | Q        |
| 1     | 2    | Taylor McCullough  | 19,65     | 19,82     | 18,98       | 58,45 | Q        |
| 1     | 3    | Varvara Dolinina   | 13,21     | 13,92     | 14,10       | 41,22 | R        |
| 1     | 4    | Eugenia de Armas   | 12,43     | 12,69     | 12,10       | 37,22 | R        |
| 1     | 5    | Ariana Eimer       | 9,10      | 9,24      | 9,10        | 27,44 | R        |
| 1     | 6    | Nicole Carroll     | 6,33      | 6,46      | 6,22        | 19,00 | R        |
| 2     | 1    | Chiara Virag       | 20,42     | 20,82     | 18,98       | 60,22 | Q        |
| 2     | 2    | Mackenzie McCarhty | 19,87     | 20,15     | 18,87       | 58,89 | Q        |
| 2     | 3    | Caroline Djupsjo   | 18,09     | 19,48     | 17,98       | 55,56 | R        |
| 2     | 4    | Tarah Mikacich     | 17,32     | 17,92     | 16,98       | 52,22 | R        |
| 2     | 5    | Morgan Haakma      | 6,22      | 6,57      | 5,99        | 18,78 | R        |

| Série | Rang | Wakeboardeuse    | Exécution | Intensité | Composition | Total | Remarque |
| ----- | ---- | ---------------- | --------- | --------- | ----------- | ----- | -------- |
| 1     | 1    | Tarah Mikacich   | 23,31     | 23,16     | 22,53       | 69,00 | Q        |
| 1     | 2    | Varvara Dolinina | 20,54     | 20,60     | 20,98       | 62,11 |          |
| 1     | 3    | Ariana Eimer     | 13,65     | 13,92     | 13,43       | 41,00 |          |
| 2     | 1    | Eugenia de Armas | 24,64     | 24,49     | 24,42       | 73,56 | Q        |
| 2     | 2    | Caroline Djupsjo | 16,98     | 17,59     | 16,87       | 51,45 |          |
| 2     | 3    | Morgan Haakma    | 9,55      | 9,02      | 9,10        | 27,67 |          |
| 2     | 4    | Nicole Carroll   | 7,77      | 7,79      | 7,55        | 23,11 |          |

| Rang               | Wakeboardeuse      | Exécution | Intensité | Composition | Total |
| ------------------ | ------------------ | --------- | --------- | ----------- | ----- |
| Médaille d'or      | Hinata Yoshihara   | 22,53     | 22,49     | 22,09       | 67,11 |
| Médaille d'argent  | Eugenia de Armas   | 20,31     | 20,71     | 20,65       | 61,67 |
| Médaille de bronze | Taylor McCullough  | 18,98     | 18,70     | 18,54       | 56,22 |
| 4                  | Chiara Virag       | 18,43     | 18,26     | 17,76       | 54,44 |
| 5                  | Tarah Mikacich     | 16,65     | 16,70     | 16,54       | 49,89 |
| 6                  | Mackenzie McCarhty | 15,54     | 16,03     | 15,54       | 47,11 |

## Médaillés
| Épreuves  | Or               | Argent           | Bronze                |
| --------- | ---------------- | ---------------- | --------------------- |
| Hommes    |                  |                  |                       |
| Saut      | Danylo Filchenko | Taylor Garcia    | Tobías Giorgis        |
| Slalom    | Nate Smith       | Brando Caruso    | Cole McCormick        |
| Figures   | Adam Pickos      | Danylo Filchenko | Pierre Ballon         |
| Wakeboard | Nic Rapa         | Stefano Comollo  | Maxime Roux           |
| Femmes    |                  |                  |                       |
| Saut      | Lauren Morgan    | Taryn Grant      | Valentina González    |
| Slalom    | Regina Jaquess   | Jaimee Bull      | Geena Krueger         |
| Figures   | Neilly Ross      | Anna Gay         | Aaliyah Yoong Hanifah |
| Wakeboard | Hinata Yoshihara | Eugenia de Armas | Taylor McCullough     |

## Tableau des médailles
- Pays organisateur

| Rang  | Nation     | Or | Argent | Bronze | Total |
| ----- | ---------- | -- | ------ | ------ | ----- |
| 1     | États-Unis | 4  | 2      | 1      | 7     |
| 2     | Canada     | 1  | 2      | 1      | 4     |
| 3     | Ukraine    | 1  | 1      | 0      | 2     |
| 4     | Australie  | 1  | 0      | 0      | 1     |
| 4     | Japon      | 1  | 0      | 0      | 1     |
| 6     | Italie     | 0  | 2      | 0      | 2     |
| 7     | Argentine  | 0  | 1      | 1      | 2     |
| 8     | France     | 0  | 0      | 2      | 2     |
| 9     | Allemagne  | 0  | 0      | 1      | 1     |
| 9     | Chili      | 0  | 0      | 1      | 1     |
| 9     | Malaisie   | 0  | 0      | 1      | 1     |
| Total | Total      | 8  | 8      | 8      | 24    |